# Tipula polydeukes
Tipula polydeukes är en tvåvingeart som beskrevs av Günther Theischinger 1977. Tipula polydeukes ingår i släktet Tipula och familjen storharkrankar. Inga underarter finns listade i Catalogue of Life.